# Krasznopartyizanszkij járás

A Krasznopartyizanszkij járás a Szaratovi területen

A Krasznopartyizanszkij járás (oroszul: Краснопартизанский муниципальный район) Oroszország egyik járása a Szaratovi területen. Székhelye Gornij.

## Népesség
- 1989-ben 20 174 lakosa volt.
- 2002-ben 17 709 lakosa volt, melynek 9,9%-a kazah.
- 2010-ben 13 008 lakosa volt, melyből 10 647 orosz, 1170 kazah, 239 tatár, 146 ukrán, 131 tabaszaran, 98 csuvas, 88 mari, 77 örmény, 76 fehérorosz, 61 csecsen stb.